# Zaischnopsis usingeri
Zaischnopsis usingeri is een vliesvleugelig insect uit de familie Eupelmidae. De wetenschappelijke naam is voor het eerst geldig gepubliceerd in 1946 door Fullaway.